# 岸田國士
岸田國士（きしだ くにお，1890年11月2日—1954年3月5日），是日本剧作家、小说家、评论家、翻译家和导演。
代表作有戲劇《牛山旅館》、《契羅爾之秋》、小说《暖流》、《雙面神》等。
他的妹妹勝伸枝也是名作家，亦是翻译家延原謙的妻子。大女儿是童话作家岸田衿子，次女是演员岸田今日子，侄子是演员岸田森。

## 生平
1932年在新设的明治大学文学系擔任教授。1937 年，他解散担任其顾问的「筑地座」，与岩田豐雄、久保田万太郎等人再创立新的劇團「文學座」。 
1940年至1942年間，擔任大政翼贊會的文化部長，1947年，太平洋战争后，遭GHQ公職追放。
1954年，参与指导文學座上演的《底層》（马克西姆·高尔基原作），但在3月的排练中中风，送醫不治，享年63岁。

### 脚注
1. 1 2 3  加藤新吉, , , 9 こうは−さう, 小学館, 1995  [2022-10-14], 原始内容存档于2016-02-20

### 文獻
- 秦郁彦ほか編『日本近現代人物履歴事典』東京大学出版会、2002年 181頁を参照

- 『岸田國士全集』岩波書店（全28巻）、1989年-1992年
- 『岸田國士の世界』駿河台文学会編、同会刊、1994年、弟子たち22名の回想記
- 『岸田國士の世界』日本近代演劇史研究会編、翰林書房、2010年、井上理恵ほか十数名の研究書
- 渥美国泰『岸田國士論考 近代的知識人の宿命の生涯』近代文芸社、1995年、著者は著名な俳優
- 大笹吉雄『最後の岸田國士論』中央公論新社〈中公叢書〉、2013年

## 相关项目
- 吉村公三郎
- 成濑干雄